# Vegetatiezonering
Met vegetatiezonering (in de vegetatiekunde vaak simpelweg zonering genoemd) wordt het in ruimtelijke zin gezoneerd voorkomen van vegetatietypen bedoeld. Gezoneerde vegetatietypen kunnen plantengemeenschappen van willekeurige syntaxa betreffen maar ook enkel formaties.
Plantengemeenschappen die in de vegetatiezonering aan elkaar grenzen worden elkaars contactgemeenschappen genoemd. Wanneer plantengemeenschappen in de vegetatiezonering binnen andere plantengemeenschappen voorkomen, en waarmee deze niet onafhankelijk daarvan voorkomen, spreekt men van inslaggemeenschappen.
Veelal vormen min of meer vlakdekkende of lintvormige vegetatietypen de vegetatiezonering van bepaalde gebiedseenheden. Voorbeelden van zonering zijn dan de mantel- en zoomvegetatie. Ook kan een vegetatiezonering in de vorm van een vegetatiemozaïek voorkomen, waarbij zich een ruimtelijk herhalend patroon van vegetatietypen in kleine vlekken met elkaar voorkomt. In geografische informatiesystemen wordt voor het weergeven van de zonering van vegetatietypen (ondanks dat ze vaak ook geen scherpe grenzen hebben) dikwijls gebruik gemaakt van vectordata.
| - Vegetatiezonering bij de oever van een meer in Nationaal Park Bory Tucholskie. - Zonering van microgemeenschappen in loofbos van het Endymio-Fraxinetum. Op de boomvoeten groeien door slaapmossen gedomineerde gemeenschappen van de kringmos-klasse. Hoger op de stam groeien gemeenschappen van de schriftmos-klasse, waarin witgrijze, korstvormige korstmossen domineren. - Natuurlijk zoneringspatroon bij een drooggevallen strang - Duidelijke zonering met haarmosvegetatie door oude trekkersporen - Zonering van verscheidene korstmosgemeenschappen uit de zeestippelkorst-klasse |